# Witwangstaartmees
De witwangstaartmees (Aegithalos leucogenys) is een zangvogel uit de familie staartmezen (Aegithalidae). De soort werd in 1854 door Frederic Moore geldig beschreven. De vogel behoort niet tot de familie van echte mezen (Paridae), staartmezen vormen een eigen familie.

## Verspreiding en leefgebied
Deze soort komt voor in westelijk Kashmir, Afghanistan en noordelijk Pakistan, met name in de ecoregio van het subalpien naaldwoud van de westelijke Himalaya.